# Карлос Насар
Карлос Мeй Насар е български щангист от смесен произход, майка му е българка, а баща му – ливанец. Той е олимпийски, двукратен световен и трикратен европейски шампион, както и един от най-младите носители на световен рекорд в историята на вдигането на тежести. Започва състезателната си кариера в СКВТ „Старт“ – Червен бряг под ръководството на Илиян Илиев.
Карлос е обявен за спортист на годината на България за 2024 година.

## Спортна кариера

### Олимпийски игри
На 9 август 2024 г., в дебюта си на Олимпийски игри, става златен медалист в категория до 89 кг на Олимпийските игри в Париж през 2024 г. Във финала на състезанието вдига 213 кг в изтласкването, поставяйки нов олимпийски рекорд, а след това подобрява световния (както и олимпийския, и младежкия) рекорд с впечатляващите 224 кг. Добавяйки тези резултати към успешния си опит от 180 кг в изхвърлянето, Насар поставя олимпийски рекорд в двубоя (изхвърляне и изтласкване) от 393 кг, а след това и световен, олимпийски и младежки рекорд с общ резултат от 404 кг. От общо 13 рекорда в мъжката надпревара, в различните категории, българският талант е отговорен за 8 от тях.

### Световни първенства
На 12 декември 2021 г., на едва 17 години, става световен шампион в категория до 81 кг на първенството в Ташкент, като поставя световен рекорд от 208 кг в изтласкването. Едновременно поставя младежки и юношески световни рекорди с общ резултат в двубоя от 374 кг.
На 11 декември 2022 г. в Богота 18-годишният Карлос започна неуверено състезанието, вероятно повлиян от големия шок, който го сполетява седмица преди световното първенство – внезапната смърт на личния му треньор Илиян Илиев. В дисциплината изхвърляне записва два неуспешни опита на 173 кг, последвани от трети неуспешен опит на 174 кг – тежести, които по това време се равняват на световен рекорд за юноши. Така той отпада от двубоя, но решава да вложи всички сили в дисциплината изтласкване. Още в първия си опит Карлос чупи световния рекорд за юноши с резултат от 212 кг. Във втория си опит не успява да изтласка 217 кг, но при третия опит с 220 кг успява да подобри световните рекорди за мъже, младежи и юноши, осигурявайки си златен медал в това движение. Този успех го превръща в единствения мъж щангист, който държи световни рекорди в две различни категории.
На 11 декември 2024 г., 20 годишният суперталант, печели златен медал в изхвърлянето, изтласкването и двубоя на световното първенство в Манама, Бахрейн. Поставя два световни рекорда – 183 кг в изхвърлянето и 405 кг в двубоя(183+222). Така Насар става и един от малкото български спортисти спечелили олимпийска, световна и европейска титла в една календарна година.

### Европейски първенства
Още в дебюта си на голямо състезание става европейски шампион за юноши на 14-годишна възраст в Милано през 2018 г. Година по-късно печели златен медал от световното първенство за кадети до 17 години в Лас Вегас и от европейското първенство до 15 години в Ейлат. През 2020 г. печели световната купа за младежи от онлайн първенството в Перу.
На 7 април 2021 г., в Москва, става европейски вицешампион в дебюта си при мъжете, като в категория до 81 кг остава само на един килограм от италианеца Антонио Пицолато. В изтласкването двамата се дебнат опит след опит и завършват с по 206 кг, като златото е извоювано с нов европейски рекорд от 206 кг, който по-късно е постигнат и от Пицолато.
На 2 юни 2022 г., в Тирана, става европейски вицешампион в категория до 89 кг със световен рекорд за юноши в изхвърлянето със 171 кг, но не успява на 175 и 176 кг и взима бронз. В изтласкването подобрява световните рекорди за юноши с 203 кг, а после с 211 кг. На финала прави неуспешен опит за световен рекорд за мъже с 217 кг.
На 24 април 2023 г., в Ереван, печели първата си европейска титла в категория до 89 кг., поставяйки световни рекорди за мъже в изтласкването с 221 кг и двубоя от 395 кг, а със 174 кг в изхвърлянето подобрява световния рекорд за юноши.
На 21 февруари 2024 г., в София, печели втората си европейска титла в категория до 89 кг., като взима златни медали в изхвърлянето, изтласкването и двубоя. Поставя световен рекорд за юноши в изхвърлянето от 176 кг. Постижението му в двубоя е само с 5 кг под световния рекорд за мъже – 396 кг.
На 19 април 2025 г. на европейското първенство в Кишинев, Молдова, Карлос Насар дебютира в състезание в категория до 96 кг., печелейки шампионската титла с три златни медала в изхвърлянето, изтласкването и двубоя. С третия си опит в изхвърлянето поставя нов световен рекорд за мъже – 188 кг., а в последния си шести опит чупи и световния рекорд в двубоя – 417 кг. Още по-впечатляващо е, че рекордите са постигнати с лично тегло 93.35 кг., над 2.5 кг под лимита за категорията.

## Спортни постижения
| Година                                                          | Място                       | Категория (до)         | С изхвърляне (кг)      | С изхвърляне (кг)      | С изхвърляне (кг)      | С изхвърляне (кг)      | С изтласкване (кг)     | С изтласкване (кг)     | С изтласкване (кг)     | С изтласкване (кг)     | Общо                   | Място                  |
| Година                                                          | Място                       | Категория (до)         | 1                      | 2                      | 3                      | Място                  | 1                      | 2                      | 3                      | Място                  | Общо                   | Място                  |
| Състезател на България                                          | Състезател на България      | Състезател на България | Състезател на България | Състезател на България | Състезател на България | Състезател на България | Състезател на България | Състезател на България | Състезател на България | Състезател на България | Състезател на България | Състезател на България |
| Летни олимпийски игри                                           | Летни олимпийски игри       | Летни олимпийски игри  | Летни олимпийски игри  | Летни олимпийски игри  | Летни олимпийски игри  | Летни олимпийски игри  | Летни олимпийски игри  | Летни олимпийски игри  | Летни олимпийски игри  | Летни олимпийски игри  | Летни олимпийски игри  | Летни олимпийски игри  |
| --------------------------------------------------------------- | --------------------------- | ---------------------- | ---------------------- | ---------------------- | ---------------------- | ---------------------- | ---------------------- | ---------------------- | ---------------------- | ---------------------- | ---------------------- | ---------------------- |
| 2024                                                            | Париж, Франция              | 89 кг                  | 173                    | 177                    | 180                    | 1                      | 213                    | 224 WR, OR]]           | —                      | 1                      | 404 WR, OR             | 1                      |
| Световно първенство по вдигане на тежести                       |                             |                        |                        |                        |                        |                        |                        |                        |                        |                        |                        |                        |
| 2021                                                            | Ташкент, Узбекистан         | 81 кг                  | 163                    | 166 EJR                | 169                    | 2                      | 200                    | 205                    | 208 WR                 | 1                      | 374 WJR                | 1                      |
| 2022                                                            | Богота, Колумбия            | 89 кг                  | 173                    | 173                    | 174                    | —                      | 212                    | 217                    | 220 WR                 | 1                      | —                      | —                      |
| 2024                                                            | Манама, Бахрейн             | 89 кг                  | 170                    | 176                    | 183 WR                 | 1                      | 210                    | 222                    | 225                    | 1                      | 405 WR                 | 1                      |
| Европейско първенство по вдигане на тежести                     |                             |                        |                        |                        |                        |                        |                        |                        |                        |                        |                        |                        |
| 2021                                                            | Москва, Русия               | 81 кг                  | 158                    | 162                    | 163 EJR                | 2                      | 194                    | 200                    | 206 ER                 | 1                      | 369 EJR                | 2                      |
| 2022                                                            | Тирана, Албания             | 89 кг                  | 171 WJR                | 175                    | 176                    | 1                      | 203                    | 211 WJR                | 217                    | 2                      | 382 WJR                | 2                      |
| 2023                                                            | Ереван, Армения             | 89 кг                  | 165                    | 170                    | 174 WJR                | 2                      | 205                    | 221 WR                 | —                      | 1                      | 395 WR                 | 1                      |
| 2024                                                            | София, България             | 89 кг                  | 168                    | 173                    | 176 WJR                | 1                      | 208                    | 215                    | —                      | 1                      | 391                    | 1                      |
| 2025                                                            | Кишинев, Молдова            | 96 кг                  | 174                    | 180                    | 188 WR                 | 1                      | 210                    | 220                    | 229 ER                 | 1                      | 417 WR                 | 1                      |
| IWF Световна купа                                               |                             |                        |                        |                        |                        |                        |                        |                        |                        |                        |                        |                        |
| 2024                                                            | Пукет, Тайланд              | 89 кг                  | 170                    | 176                    | 181 WR                 | 2                      | 215                    | 224                    | 224                    | 1                      | 396 WJR                | 1                      |
| IWF Гран при II                                                 |                             |                        |                        |                        |                        |                        |                        |                        |                        |                        |                        |                        |
| 2023                                                            | Доха, Катар                 | 89 кг                  | 165                    | 170                    | 175                    | 6                      | 205                    | 211                    | 223 WR                 | 1                      | 393                    | 1                      |
| Младежка световна купа Online                                   |                             |                        |                        |                        |                        |                        |                        |                        |                        |                        |                        |                        |
| 2020                                                            | Лима, Перу                  | 81 кг                  | 150                    | 150                    | 155                    | 1                      | 180                    | 190                    | —                      | 1                      | 345                    | 1                      |
| Световно първенство по вдигане на тежести за кадети и кадетки   |                             |                        |                        |                        |                        |                        |                        |                        |                        |                        |                        |                        |
| 2019                                                            | Лас Вегас, САЩ              | 73 кг                  | 123                    | 127                    | 130                    | 2                      | 154                    | 154                    | 161                    | 1                      | 291                    | 1                      |
| Европейско първенство по вдигане на тежести за кадети и кадетки |                             |                        |                        |                        |                        |                        |                        |                        |                        |                        |                        |                        |
| 2017                                                            | Прищина, Косово             | 56 кг                  | 78                     | 82                     | 84                     | 8                      | 106                    | 111                    | 118                    | 4                      | 197                    | 7                      |
| 2018                                                            | Сан Донато Миланезе, Италия | 69 кг                  | 105                    | 109                    | 113                    | 1                      | 130                    | 140                    | 147                    | 1                      | 260                    | 1                      |
| 2019                                                            | Ейлат, Израел               | 81 кг                  | 125                    | 133                    | 140                    | 1                      | 150                    | 160                    | 170                    | 1                      | 300                    | 1                      |

### Световни рекорди за мъже
Към края на май 2025 г., навършил 21 години, Карлос Насар е поставил дванадесет световни рекорда за мъже по вдигане на тежести, като десет от тях се явяват респективно и световен рекорд за юноши за съответната категория.
Хронологично представени рекордите му при мъжете са:
| Пореден номер | Категория до | Дисциплина  | Световен рекорд мъже (кг) | Дата       | Състезание             | Място               |
| ------------- | ------------ | ----------- | ------------------------- | ---------- | ---------------------- | ------------------- |
| 1             | 81 кг        | изтласкване | 208                       | 12.12.2021 | Световно първенство    | Ташкент, Узбекистан |
| 2             | 89 кг        | изтласкване | 220                       | 11.12.2022 | Световно първенство    | Богота, Колумбия    |
| 3             | 89 кг        | изтласкване | 221                       | 20.04.2023 | Европейско първенство  | Ереван, Армения     |
| 4             | 89 кг        | двубой      | 395                       | 20.04.2023 | Европейско първенство  | Ереван, Армения     |
| 5             | 89 кг        | изтласкване | 223                       | 10.12.2023 | IWF Гран При           | Доха, Катар         |
| 6             | 89 кг        | изхвърляне  | 181                       | 06.04.2024 | IWF Световна купа 2024 | Пукет, Тайланд      |
| 7             | 89 кг        | изтласкване | 224                       | 09.08.2024 | Олимпийски игри 2024   | Париж, Франция      |
| 8             | 89 кг        | двубой      | 404                       | 09.08.2024 | Олимпийски игри 2024   | Париж, Франция      |
| 9             | 89 кг        | изхвърляне  | 183                       | 11.12.2024 | Световно първенство    | Манама, Бахрейн     |
| 10            | 89 кг        | двубой      | 405                       | 11.12.2024 | Световно първенство    | Манама, Бахрейн     |
| 11            | 96 кг        | изхвърляне  | 188                       | 19.04.2025 | Европейско първенство  | Кишинев, Молдова    |
| 12            | 96 кг        | двубой      | 417                       | 19.04.2025 | Европейско първенство  | Кишинев, Молдова    |

Към края на май 2025 Карлос Насар е актуален притежател на следните световни рекорди за мъже:
| Категория до | Дисциплина  | Световен рекорд мъже (кг) | Име              | Роден      | Страна   | Дата       | Състезание          | Място           |
| ------------ | ----------- | ------------------------- | ---------------- | ---------- | -------- | ---------- | ------------------- | --------------- |
| 89 кг        | изхвърляне  | 183                       | Карлос Мей Насар | 12.05.2004 | България | 11.12.2024 | Световно първенство | Манама, Бахрейн |
| 89 кг        | изтласкване | 224                       | Карлос Мей Насар | 12.05.2004 | България | 09.08.2024 | Олимпйски игри 2024 | Париж, Франция  |
| 89 кг        | двубой      | 405                       | Карлос Мей Насар | 12.05.2004 | България | 11.12.2024 | Световно първенство | Манама, Бахрейн |

| Категория до | Дисциплина | Световен рекорд мъже (кг) | Име              | Роден      | Страна   | Дата       | Състезание            | Място            |
| ------------ | ---------- | ------------------------- | ---------------- | ---------- | -------- | ---------- | --------------------- | ---------------- |
| 96 кг        | изхвърляне | 188                       | Карлос Мей Насар | 12.05.2004 | България | 19.04.2025 | Европейско първенство | Кишинев, Молдова |
| 96 кг        | двубой     | 417                       | Карлос Мей Насар | 12.05.2004 | България | 19.04.2025 | Европейско първенство | Кишинев, Молдова |

### Световни рекорди за юноши
Към края на май 2025 г. Карлос Насар е поставил двадесет световни рекорда за юноши в категории до 81 кг и до 89 кг.
| Пореден номер | Категория до | Дисциплина  | Световен рекорд юноши(кг) | Дата       | Състезание             | Място               |
| ------------- | ------------ | ----------- | ------------------------- | ---------- | ---------------------- | ------------------- |
| 1             | 81 кг        | изтласкване | 206                       | 07.04.2021 | Европейско първенство  | Москва, Русия       |
| 2             | 81 кг        | изтласкване | 208                       | 12.12.2021 | Световно първенство    | Ташкент, Узбекистан |
| 3             | 81 кг        | двубой      | 374                       | 12.12.2021 | Световно първенство    | Ташкент, Узбекистан |
| 4             | 89 кг        | изхвърляне  | 171                       | 02.06.2021 | Европейско първенство  | Тирана, Албания     |
| 5             | 89 кг        | изтласкване | 211                       | 02.06.2021 | Европейско първенство  | Тирана, Албания     |
| 6             | 89 кг        | двубой      | 374                       | 02.06.2021 | Европейско първенство  | Тирана, Албания     |
| 7             | 89 кг        | двубой      | 382                       | 02.06.2021 | Европейско първенство  | Тирана, Албания     |
| 8             | 89 кг        | изтласкване | 212                       | 11.12.2022 | Световно първенство    | Богота, Колумбия    |
| 9             | 89 кг        | изтласкване | 220                       | 11.12.2022 | Световно първенство    | Богота, Колумбия    |
| 10            | 89 кг        | изхвърляне  | 174                       | 20.04.2023 | Европейско първенство  | Ереван, Армения     |
| 11            | 89 кг        | изтласкване | 221                       | 20.04.2023 | Европейско първенство  | Ереван, Армения     |
| 12            | 89 кг        | двубой      | 395                       | 20.04.2023 | Европейско първенство  | Ереван, Армения     |
| 13            | 89 кг        | изтласкване | 223                       | 10.12.2023 | IWF Гран При           | Доха, Катар         |
| 14            | 89 кг        | изхвърляне  | 176                       | 17.02.2024 | Европейско първенство  | София, България     |
| 15            | 89 кг        | изхвърляне  | 181                       | 06.04.2024 | IWF Световна купа 2024 | Пукет, Тайланд      |
| 16            | 89 кг        | двубой      | 396                       | 06.04.2024 | IWF Световна купа 2024 | Пукет, Тайланд      |
| 17            | 89 кг        | изтласкване | 224                       | 09.08.2024 | Олимпийски игри 2024   | Париж, Франция      |
| 18            | 89 кг        | двубой      | 404                       | 09.08.2024 | Олимпийски игри 2024   | Париж, Франция      |
| 19            | 89 кг        | изхвърляне  | 183                       | 11.12.2024 | Световно първенство    | Манама, Бахрейн     |
| 20            | 89 кг        | двубой      | 405                       | 11.12.2024 | Световно първенство    | Манама, Бахрейн     |

Към края на май 2025 г. Карлос Насар е актуален притежател на следните световни рекорди за юноши:
| Категория до | Дисциплина  | Световен рекорд юноши(кг) | Име              | Роден      | Страна   | Дата       | Състезание          | Място               |
| ------------ | ----------- | ------------------------- | ---------------- | ---------- | -------- | ---------- | ------------------- | ------------------- |
| 81 кг        | изтласкване | 208                       | Карлос Мей Насар | 12.05.2004 | България | 12.12.2021 | Световно първенство | Ташкент, Узбекистан |
| 81 кг        | двубой      | 374                       | Карлос Мей Насар | 12.05.2004 | България | 12.12.2021 | Световно първенство | Ташкент, Узбекистан |

| Категория до | Дисциплина  | Световен рекорд юноши(кг) | Име              | Роден      | Страна   | Дата       | Състезание          | Място           |
| ------------ | ----------- | ------------------------- | ---------------- | ---------- | -------- | ---------- | ------------------- | --------------- |
| 89 кг        | изхвърляне  | 183                       | Карлос Мей Насар | 12.05.2004 | България | 11.12.2024 | Световно първенство | Манама, Бахрейн |
| 89 кг        | изтласкване | 224                       | Карлос Мей Насар | 12.05.2004 | България | 09.08.2024 | Олимпйски игри 2024 | Париж, Франция  |
| 89 кг        | двубой      | 405                       | Карлос Мей Насар | 12.05.2004 | България | 11.12.2024 | Световно първенство | Манама, Бахрейн |

### Световни рекорди за кадети
Карлос Насар има и дванадесет световни рекорда за кадети, всички в категория до 81 кг, поставени на европейското и световното първенство през 2021 г.
| Пореден номер | Категория до | Дисциплина  | Световен рекорд кадети(кг) | Дата       | Състезание            | Място               |
| ------------- | ------------ | ----------- | -------------------------- | ---------- | --------------------- | ------------------- |
| 1             | 81 кг        | изхвърляне  | 158                        | 07.04.2021 | Европейско първенство | Москва, Русия       |
| 2             | 81 кг        | изхвърляне  | 163                        | 07.04.2021 | Европейско първенство | Москва, Русия       |
| 3             | 81 кг        | изтласкване | 194                        | 07.04.2021 | Европейско първенство | Москва, Русия       |
| 4             | 81 кг        | изтласкване | 200                        | 07.04.2021 | Европейско първенство | Москва, Русия       |
| 5             | 81 кг        | изтласкване | 206                        | 07.04.2021 | Европейско първенство | Москва, Русия       |
| 6             | 81 кг        | двубой      | 357                        | 07.04.2021 | Европейско първенство | Москва, Русия       |
| 7             | 81 кг        | двубой      | 363                        | 07.04.2021 | Европейско първенство | Москва, Русия       |
| 8             | 81 кг        | двубой      | 369                        | 07.04.2021 | Европейско първенство | Москва, Русия       |
| 9             | 81 кг        | изхвърляне  | 166                        | 12.12.2021 | Световно първенство   | Ташкент, Узбекистан |
| 10            | 81 кг        | изтласкване | 208                        | 12.12.2021 | Световно първенство   | Ташкент, Узбекистан |
| 11            | 81 кг        | двубой      | 371                        | 12.12.2021 | Световно първенство   | Ташкент, Узбекистан |
| 12            | 81 кг        | двубой      | 374                        | 12.12.2021 | Световно първенство   | Ташкент, Узбекистан |

Към края на май 2025 г. Карлос Насар е актуален притежател на следните световни рекорди за кадети:
| Категория до | Дисциплина  | Световен рекорд кадети (кг) | Име              | Роден      | Страна   | Дата       | Състезание          | Място               |
| ------------ | ----------- | --------------------------- | ---------------- | ---------- | -------- | ---------- | ------------------- | ------------------- |
| 81 кг        | изхвърляне  | 166                         | Карлос Мей Насар | 12.05.2004 | България | 12.12.2021 | Световно първенство | Ташкент, Узбекистан |
| 81 кг        | изтласкване | 208                         | Карлос Мей Насар | 12.05.2004 | България | 12.12.2021 | Световно първенство | Ташкент, Узбекистан |
| 81 кг        | двубой      | 374                         | Карлос Мей Насар | 12.05.2004 | България | 12.12.2021 | Световно първенство | Ташкент, Узбекистан |

## Личен живот
Карлос Насар е роден в Париж на 12 май 2004 г. майка му е българка, а баща му ливанец. Името му родителите му избират вдъхновени от испанския тенисист Карлос Моя, като второто име е препратка към името на баба му Мая. Има двама братя, Лазар, по-големият се занимава с шах, а Иван, по-малкият също е щангист в СКВТ Червен бряг. Баща му Хасан и майка му Поля Иванова се разделят и майка му решава да се прибере с децата си в родния Червен бряг.
Като дете Карлос първоначално се занимава с шах, по примера на по-големия си брат Лазар, но бързо се ориентира към други спортове, първоначално лека атлетика, докато накрая се спира на вдигането на тежести. За щангите го открива първият му треньор Илиян Илиев, когото Насар нарича свой втори баща.
По думите на майка му Поля, без треньора Илиян Илиев успехите на Карлос Насар не биха били възможни.
„Той даваше лични средства, време, нерви, възпитаваше го. Беше му приятел, родител. Вложи всичко, което знае и може, в Карлос. Имаше изключително сърце за спорта. Още при първата тренировка треньорът му беше изумен, че попива всичко и изпълнява и затова му се получаваха нещата. Не ни е искал абсолютно никакви средства, той го водеше и прибираше от състезанията, защото аз работех и нямаше как да пътувам. Илиян дори водеше Карлос да обядва, да вечеря, защото нямахме възможност да готвим за спортист. Не сме богати, съвсем обикновени хора сме и синът ми дължи всичко на Илиян."
На 2 декември 2022 г. Карлос Насар губи своя треньор Илиян Илиев, който умира от инфаркт на път за Белмекен, където Насар е на тренировъчен лагер, дни преди предстоящото световно първенство в Колумбия.
Загубата на треньора му е голям удар за Карлос, която той все още не може да превъзмогне. В Богота, Насар, дни след смъртта на неговия треньор Илиян Илиев прави нула в изхърлянето и поставя световен рекорд в изтласкването за мъже.
Карлос Насар е несемеен, във връзка е с бившата гимнастичка от националния отбор по художествена гимнастика Магдалина Миневска, която също участва на летните олимпийски игри в Париж с ансамбъла по художествена гимнастика, където завършва на четвърто място в класирането пред погледа на Карлос Насар. След олимпиадата Магдалина Миневска се отказва от спорта.
Карлос Насар е любител на футбола и привърженик на ЦСКА. От малък посещава стадиона като част от червената агитка. Сам споделя, че първата си премия като спортист е получил от привържениците на ЦСКА, които забелязват огромния му талант от най-ранна юношеска възраст и го подкрепят след първите му успехи в Прищина, 2017 г. и Милано, 2018 г.

## Други
В края на юли 2022 г. е заловен да шофира край Поморие под въздействие на наркотици и без свидетелство за правоуправление на МПС. Първоначално щангистът отрича, но през октомври същата година прави пълни самопризнания. В края на януари 2023 г. е осъден на 6 месеца условно с 3 години изпитателен срок и глоба от 450 лв.